# Джулія Вілкінсон
Джулія Вілкінсон (англ. Julia Wilkinson, 12 червня 1987) — канадська плавчиня.
Учасниця Олімпійських Ігор 2008, 2012 років.
Призерка Пантихоокеанського чемпіонату з плавання 2006, 2010 років.
Призерка Ігор Співдружності 2010 року.